# Beckasinen (restaurang)

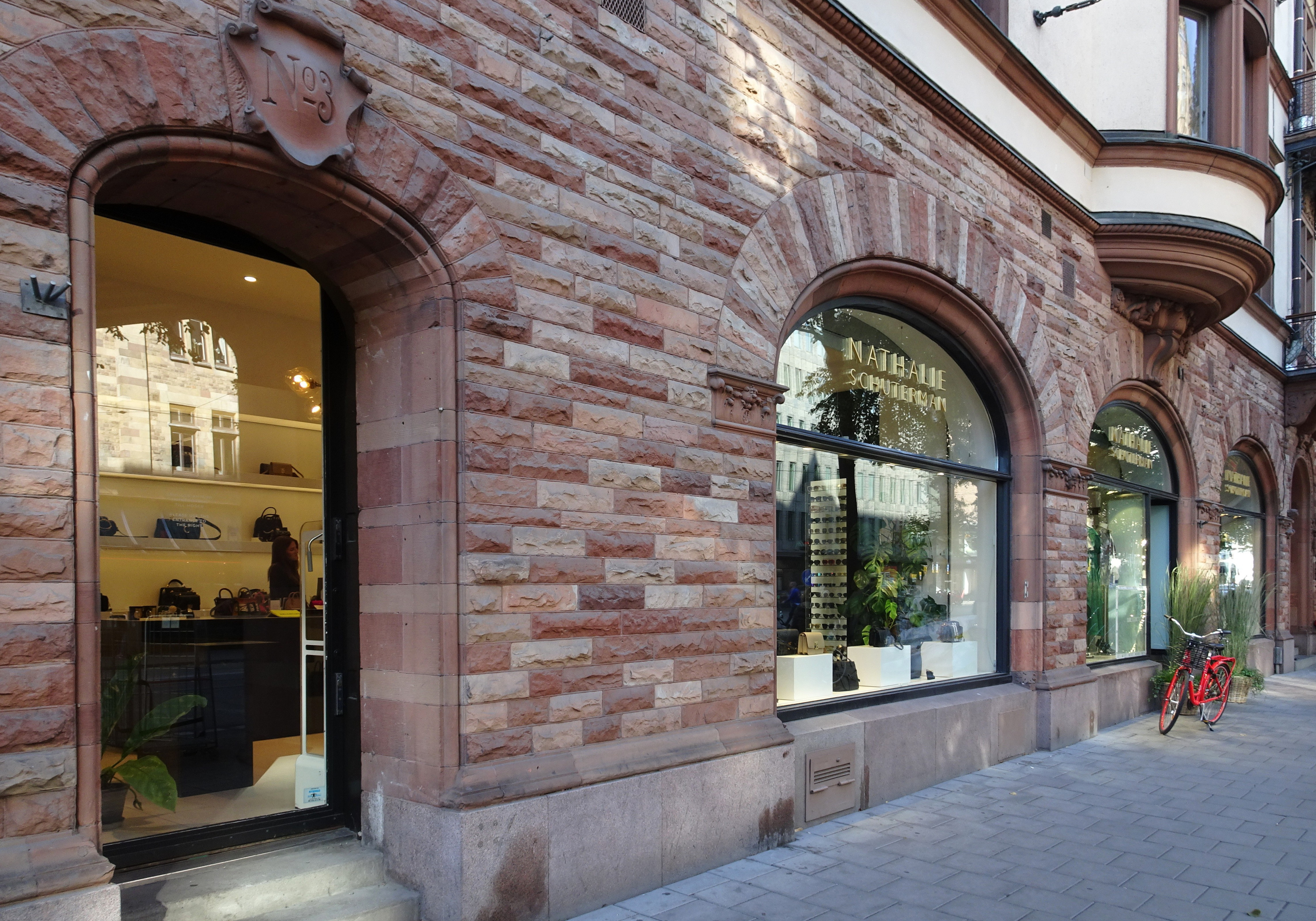
Birger Jarlsgatan 3, tidigare plats för restaurangen Beckasinen, september 2019.

Restaurang Beckasinen låg på Birger Jarlsgatan 3 på Norrmalm i Stockholm. Stället öppnade i slutet av 1930-talet som systerrestaurang till Bäckahästen och stängde i mitten av 1950-talet.

## Historik

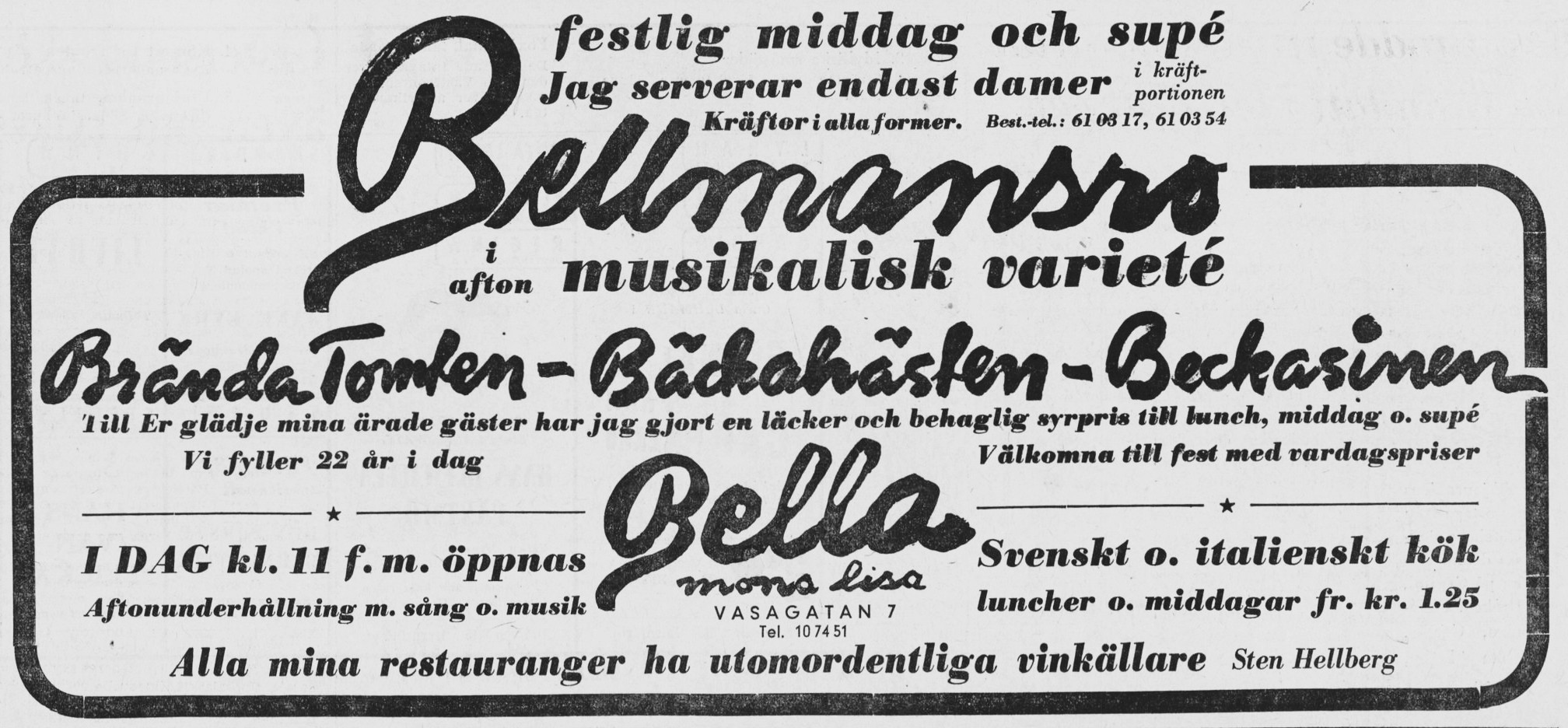
Annons i Dagens Nyheter, 1944.

Beckasinen och intilliggande Bäckahästen drevs båda av källarmästaren Sten Hellberg som också ägde närbelägna Brända tomten vid Stureplan och Bellmansro på Djurgården. Bäckahästen invigdes i mitten av 1920-talet och hade sin entré från Hamngatan 2. Beckasinen, uppkallad efter vadarfågeln beckasinen, öppnade i slutet av 1930-talet genom en utökning av Bäckahästens lokaler in i grannfastigheten mot Birger Jarlsgatan där man hade en egen entré. Inbördes hängde båda lokalerna ihop och hade även gemensamt kök och samma personal.  
År 1946 sålde Hellberg sina restauranger (utom Bellmansro). Bäckahästen och Beckasinen vandrade genom flera händer tills ICA-restauranger 1953 förvärvade båda tillsammans med Brända tomten. I samband med en omfattande modernisering som ICA lät genomföra av Bäckahästen försvann Beckasinen som restaurang och byggdes om till butikslokal. Här finns idag (2019) modebutiken Nathalie Schuterman.